# Iraqi block cipher
L'Iraqi block cipher è un algoritmo crittografico il cui codice sorgente in C fu pubblicato anonimamente su un server FTP nel 1999. Nonostante il nome e i commenti inseriti nel codice, il cifrario è da ritenersi una burla sia per la qualità scadente del sorgente sia perché non sembra affatto provenire dall'Iraq: né un commento, né una variabile, né un output dell'algoritmo è scritto in arabo, bensì è tutto riportato in inglese.

## Struttura e vulnerabilità
L'Iraqi block cipher, come si evince dal nome, è un cifrario a blocchi basato su una rete di Feistel non bilanciata che opera su blocchi dati di 256 bit con una chiave di 160 bit. 
David A. Wagner ha pubblicato nel 2000 un documento in cui suggeriva la possibile burla dell'Iraqi block cipher e la sua sensibilità ad uno slide attack a causa del suo gestore della chiave immutabile. L'attacco, però, richiederebbe 264 testi in chiaro scelti per poter essere condotto per cui si può considerare un attacco puramente teorico. 
Nonostante l'impossibilità di attuare praticamente detto attacco il cifrario non è da ritenersi sicuro a causa della bassa qualità della sua struttura, e pertanto il suo uso deve essere puramente accademico.